# La Résidence Ylang Ylang
 (avril 2018).
Si vous disposez d'ouvrages ou d'articles de référence ou si vous connaissez des sites web de qualité traitant du thème abordé ici, merci de compléter l'article en donnant les références utiles à sa vérifiabilité et en les liant à la section « Notes et références ».
Pour plus de détails, voir Fiche technique et Distribution.
La Résidence Ylang Ylang  est un court-métrage de fiction de 2008, réalisé par la cinéaste franco-comorienne Hachimiya Ahamada.

## Synopsis
Un village comorien. Djibril passe son temps libre à prendre soin d’une villa abandonnée. Alors qu’il est affairé dans cette maison, sa petite case est ravagée par un incendie. Sans logis, il doit trouver un endroit où habiter.

## Fiche technique
- Réalisation : Hachimiya Ahamada
- Production : Aurora Films
- Scénario : Hachimiya Ahamada
- Image : Claire Mathon
- Montage : Thomas Marchand
- Son : Katia Madaule
- Musique : Nawal
- Interprètes : Ali Hassan Halidi, Asthadina Msa Soilihi, Fahamwe Ibouroi, Mama Hayiriya, Aboubacar Said Salim, Ahamada Saandi, Abidine Said Mohamed

## Distinctions
- Prix du meilleur scénario au Festival Francophone de Vaulx-en-Velin, 2009
- Prix Procirep (pour le producteur) au Festival International de court métrage de Clermont-Ferrand, 2009
- Grand Prix du court-métrage au Festival Quintessence, Ouidah
- Mention spéciale du jury au Festival du cinéma d'Afrique, d'Asie et d'Amérique latine de Milan, 2009
- Fiche - Festival de cinéma africain de Cordoue-FCAT (CC BY-SA)